# Andrés Escobar
Andrés Escobar Escobar, kolumbijski nogometaš, * 13. marec 1967, Medellín, Kolumbija, † 2. julij 1994, Medellín.
Escobar je bil branilec kolumbijske nogometne reprezentance, ki je sodelovala na Svetovnem nogometnem prvenstvu leta 1990 in leta 1994.
22. junija 1994 je na tekmi proti ZDA dosegel avtogol, zaradi česar je Kolumbija izgubila tekmo in posledično izpadla iz prvenstva. Po vrnitvi v Kolumbijo je bil 2. julija umorjen pred barom v Medellínu. Morilec je to storil kot povračilo za izpad Kolumbije na SP.